# Lotta ai Giochi della solidarietà islamica 2021
I tornei di lotta ai Giochi della solidarietà islamica 2021 si sono svolti dal 10 al 13 agosto 2022 a Konya, in Turchia.
I Giochi erano originariamente stati calendarizzati dal 20 al 29 agosto 2021. Nel maggio 2020, la ISSF, responsabile della direzione dei Giochi della solidarietà islamica, ha disposto il differimento della data di svolgimento della manifestazione com conseguenza dello slittamento dei Giochi olimpici estivi di Tokyo 2020 a luglio e agosto 2021, a causa della pandemia di COVID-19.

## Regolamento
Ogni Comitato Olimpico Nazionale (CNO) ha avuto diritto di partecipare con un massimo di un lottatore per categoria di peso in tutti gli stili: lotta greco-romana, lotta libera maschile e femminile. Il numero massimo di atleti per delegazione è stato di 30. Tutti i concorrenti dovevano essere di categoria senior (nati il 31 dicembre 2004 o prima). I tonei ha previsto un sistema di eliminazione diretta con un numero ideale di lottatori, ovvero 4, 8, 16, 32, 64, ecc. Ove non vi sia stato un numero ideale di lottatori in una categoria, erano previsti incontri di qualificazione. L'abbinamento è avventuo secondo l'ordine dei numeri determinato dal sorteggio effettuato dall'UWW. Ogni torneo per categoria di peso è stato completato in un solo giorno di gara. La competizione si è svolta nel seguente formato: gironi eliminatori, semifinali, gironi di ripescaggio, finali.

## Partecipanti
Hanno preso parte alla competizione 253 lottatori in rappresentanza di 31 nazioni:
- Afghanistan (4)
- Albania (2)
- Algeria (8)
- Azerbaigian (28)
- Brunei (1)
- Bangladesh (3)
- Camerun (3)
- Ciad (3)
- Guinea (1)
- Guinea-Bissau (1)
- Indonesia (3)
- Iran (20)
- Costa d'Avorio (1)
- Giordania (2)
- Kazakistan (19)
- Kirghizistan (25)
- Marocco (6)
- Nigeria (2)
- Pakistan (5)
- Palestina (2)
- Qatar (3)
- Arabia Saudita (6)
- Senegal (5)
- Sudan (2)
- Tagikistan (12)
- Tunisia (6)
- Turchia (30)
- Turkmenistan (15)
- Uganda (2)
- Uzbekistan (30)
- Yemen (3)

## Podi

### Lotta greco romana
| Evento | Oro                                 | Argento                          | Bronzo                            |
| 55 kg  | Eldaniz Azizli Azerbaigian          | Jasurbek Ortikboev Uzbekistan    | Aslamdzhon Azizov Tagikistan      |
| 55 kg  | Eldaniz Azizli Azerbaigian          | Jasurbek Ortikboev Uzbekistan    | Amangali Bekbolatov Kazakistan    |
| 60 kg  | Zholaman Sharshenbekov Kirghizistan | Murad Mammadov Azerbaigian       | Ayhan Karakuş Turchia             |
| 60 kg  | Zholaman Sharshenbekov Kirghizistan | Murad Mammadov Azerbaigian       | Mukhammadkodir Yusupov Uzbekistan |
| 63 kg  | Shirzad Beheshti Iran               | Tynar Sharshenbekov Kirghizistan | Firuz Mirzorajabov Tagikistan     |
| 63 kg  | Shirzad Beheshti Iran               | Tynar Sharshenbekov Kirghizistan | Azatjan Açilow Turkmenistan       |
| 67 kg  | Hasrat Jafarov Azerbaigian          | Amantur Ismailov Kirghizistan    | Abror Atabaev Uzbekistan          |
| 67 kg  | Hasrat Jafarov Azerbaigian          | Amantur Ismailov Kirghizistan    | Mohammad Javad Rezaei Iran        |
| 72 kg  | Mohammad Reza Rostami Iran          | Ulvu Ganizade Azerbaigian        | Mirzobek Rakhmatov Uzbekistan     |
| 72 kg  | Mohammad Reza Rostami Iran          | Ulvu Ganizade Azerbaigian        | Murat Dağ Turchia                 |
| 77 kg  | Akzhol Makhmudov Kirghizistan       | Sanan Suleymanov Azerbaigian     | Furkan Bayrak Turchia             |
| 77 kg  | Akzhol Makhmudov Kirghizistan       | Sanan Suleymanov Azerbaigian     | Amin Kavianinejad Iran            |
| 82 kg  | Rafig Huseynov Azerbaigian          | Kalidin Asykeev Kirghizistan     | Mukhammadkodir Rasulov Uzbekistan |
| 82 kg  | Rafig Huseynov Azerbaigian          | Kalidin Asykeev Kirghizistan     | Emrah Kuş Turchia                 |
| 87 kg  | Jalgasbay Berdimuratov Uzbekistan   | Ramin Taheri Iran                | Atabek Azisbek Kirghizistan       |
| 87 kg  | Jalgasbay Berdimuratov Uzbekistan   | Ramin Taheri Iran                | Non attribuita                    |
| 97 kg  | Rustam Assakalov Uzbekistan         | Uzur Dzhuzupbekov Kirghizistan   | Mehdi Bali Iran                   |
| 97 kg  | Rustam Assakalov Uzbekistan         | Uzur Dzhuzupbekov Kirghizistan   | Beytullah Kayışdağ Turchia        |
| 130 kg | Ali Akbar Yousefi Iran              | Osman Yıldırım Turchia           | Sabah Shariati Azerbaigian        |
| 130 kg | Ali Akbar Yousefi Iran              | Osman Yıldırım Turchia           | Non attribuita                    |

### Lotta libera maschile
| Evento | Oro                              | Argento                         | Bronzo                          |
| 57 kg  | Gulomjon Abdullaev Uzbekistan    | Almaz Smanbekov Kirghizistan    | Rakhat Kalzhan Kazakistan       |
| 57 kg  | Gulomjon Abdullaev Uzbekistan    | Almaz Smanbekov Kirghizistan    | Aliabbas Rzazade Azerbaigian    |
| 61 kg  | Jahongirmirza Turobov Uzbekistan | Islam Bazarganov Azerbaigian    | Recep Topal Turchia             |
| 61 kg  | Jahongirmirza Turobov Uzbekistan | Islam Bazarganov Azerbaigian    | Majid Dastan Iran               |
| 65 kg  | Haji Aliyev Azerbaigian          | Zelimkhan Abakarov Albania      | Morteza Ghiasi Iran             |
| 65 kg  | Haji Aliyev Azerbaigian          | Zelimkhan Abakarov Albania      | Adlan Askarov Kazakistan        |
| 70 kg  | Ernazar Akmataliev Kirghizistan  | Hossein Abouzari Iran           | Asgar Mammadaliyev Azerbaigian  |
| 70 kg  | Ernazar Akmataliev Kirghizistan  | Hossein Abouzari Iran           | Bacar Midana Guinea-Bissau      |
| 74 kg  | Turan Bayramov Azerbaigian       | Mohammad Sadegh Firouzpour Iran | Ikhtiyor Navruzov Uzbekistan    |
| 74 kg  | Turan Bayramov Azerbaigian       | Mohammad Sadegh Firouzpour Iran | Fazlı Eryılmaz Turchia          |
| 79 kg  | Ali Savadkouhi Iran              | Muhammet Akdeniz Turchia        | Bekzod Abdurakhmonov Uzbekistan |
| 79 kg  | Ali Savadkouhi Iran              | Muhammet Akdeniz Turchia        | Gadzhimurad Omarov Azerbaigian  |
| 86 kg  | Alireza Karimi Iran              | Abubakr Abakarov Azerbaigian    | Osman Göçen Turchia             |
| 86 kg  | Alireza Karimi Iran              | Abubakr Abakarov Azerbaigian    | Nurtilek Karypbaev Kirghizistan |
| 92 kg  | Ahmad Bazri Iran                 | Erhan Yaylacı Turchia           | Bobur Islomov Uzbekistan        |
| 92 kg  | Ahmad Bazri Iran                 | Erhan Yaylacı Turchia           | Osman Nurmagomedov Azerbaigian  |
| 97 kg  | Mojtaba Goleij Iran              | Mustafa Sessiz Turchia          | Magomed Ibragimov Uzbekistan    |
| 97 kg  | Mojtaba Goleij Iran              | Mustafa Sessiz Turchia          | Mamed Ibragimov Kazakistan      |
| 125 kg | Mehdi Hashemi Iran               | Salim Ercan Turchia             | Khasanboy Rakhimov Uzbekistan   |
| 125 kg | Mehdi Hashemi Iran               | Salim Ercan Turchia             | Non attributa                   |

### Lotta libera femminile
| Evento | Oro                               | Argento                        | Bronzo                          |
| 50 kg  | Mariya Stadnik Azerbaigian        | Jasmina Immaeva Uzbekistan     | Sarra Hamdi Tunisia             |
| 50 kg  | Mariya Stadnik Azerbaigian        | Jasmina Immaeva Uzbekistan     | Non attribuita                  |
| 53 kg  | Leyla Gurbanova Azerbaigian       | Aktenge Keunimjaeva Uzbekistan | Rahime Arı Turchia              |
| 53 kg  | Leyla Gurbanova Azerbaigian       | Aktenge Keunimjaeva Uzbekistan | Ellada Makhyaddinova Kazakistan |
| 55 kg  | Zeynep Yetgil Turchia             | Shokhida Akhmedova Uzbekistan  | Elnura Mammadova Azerbaigian    |
| 55 kg  | Zeynep Yetgil Turchia             | Shokhida Akhmedova Uzbekistan  | Non attribuita                  |
| 57 kg  | Zhala Aliyeva Azerbaigian         | Esther Kolawole Nigeria        | Elvira Kamaloğlu Turchia        |
| 57 kg  | Zhala Aliyeva Azerbaigian         | Esther Kolawole Nigeria        | Non attribuita                  |
| 59 kg  | Odunayo Adekuoroye Nigeria        | Alyona Kolesnik Azerbaigian    | Dilfuza Aimbetova Uzbekistan    |
| 59 kg  | Odunayo Adekuoroye Nigeria        | Alyona Kolesnik Azerbaigian    | Non attribuita                  |
| 62 kg  | Aisuluu Tynybekova Kirghizistan   | Fatoumata Camara Guinea        | Tetiana Omelchenko Azerbaigian  |
| 62 kg  | Aisuluu Tynybekova Kirghizistan   | Fatoumata Camara Guinea        | Irina Kuznetsova Kazakistan     |
| 65 kg  | Yelena Shalygina Kazakistan       | Elis Manolova Azerbaigian      | Dilnaz Sazanova Kirghizistan    |
| 65 kg  | Yelena Shalygina Kazakistan       | Elis Manolova Azerbaigian      | Non attribuita                  |
| 68 kg  | Meerim Zhumanazarova Kirghizistan | Madina Bakbergenova Kazakistan | Aslı Demir Turchia              |
| 68 kg  | Meerim Zhumanazarova Kirghizistan | Madina Bakbergenova Kazakistan | Non attribuita                  |
| 72 kg  | Buse Tosun Turchia                | Gozal Zutova Azerbaigian       | Nour Jeljeli Tunisia            |
| 72 kg  | Buse Tosun Turchia                | Gozal Zutova Azerbaigian       | Zhamila Bakbergenova Kazakistan |
| 76 kg  | Aiperi Medet Kyzy Kirghizistan    | Amy Youin Costa d'Avorio       | Mehtap Gültekin Turchia         |
| 76 kg  | Aiperi Medet Kyzy Kirghizistan    | Amy Youin Costa d'Avorio       | Non attribuita                  |